# Николај Станчу
Николај Станчу (рум. Nicolae Stanciu) је румунски професионални фудбалер који игра на позицији средњег везног у саудијском лигашу ФК Дамак и репрезентацију Румуније.

## Играчка каријера

### Клубови
Станчу је почео каријеру у Униреи Алба Јулиа 2008. године, наставио је да игра за Васлуј и Стеауу из Букурешта у својој земљи, освојивши шест домаћих трофеја и стекао је репутацију са Стеауом. Први пут се преселио у иностранство 2016. године, са трансфером од 9,8 милиона евра у Андерлехт, што га је учинило најскупљим потписом белгијске Прве дивизије А и највећом продајом Лиге I у то време.
После освајања белгијске националне титуле и Суперкупа, Станчу је прешао у Спарту из Прага, поставши рекордер клуба са трансфером вредним око 4,5 милиона евра. Одлазак из Чешке Републике био је 2019. године када је потписао за саудијски Ал-Ахли, али се већ истог лета вратио, придруживши се Славији из Прага. Тамо је допринео освајању узастопних лигашких и куп титула у прве две сезоне. Од 2022. године, наставио је каријеру у Кини, а затим поново у Саудијској Арабији.
| Клуб                   | Држава            | Година     |
| ---------------------- | ----------------- | ---------- |
| ЦСН Униреа Алба јулија | Румунија          | 2008-2011. |
| Васлуј                 | Румунија          | 2011-2013. |
| Стеауа Букурешт        | Румунија          | 2013-2016. |
| Андерлехт              | Белгија           | 2016-2018. |
| Спарта Праг            | Чешка             | 2018-2019. |
| ФК Ал Ахли             | Саудијска Арабија | 2019.      |
| Славија Праг           | Чешка             | 2019-2022. |
| ФК Вухан               | Кина              | 2022-2023. |
| ФК Дамак               | Саудијска Арабија | 2023-      |

### Репрезентација
Станчу је изабран у тим Румуније за Европско првенство у фудбалу до 19 година 2011. године. На отварању турнира, одиграо је пуних 90 минута против Чешке Републике, постигавши гол у поразу од 3–1 у коначном изласку из групне фазе.
Станчу је свој први меч за пуну утакмицу одиграо 23. марта 2016, играјући друго полувреме пријатељске утакмице са Литванијом и постигао једини гол на утакмици на стадиону Марин Анастасовић. Менаџер Ангел Јорданеску га је 17. маја одабрао за своју прелиминарну екипу од 28 играча за УЕФА Еуро 2016, и на крају је стигао на коначну листу након што је постигао четири гола у само пет пријатељских утакмица. Добио је дрес са бројем 10 на турниру у Француској, и почео је на отварању против домаћина, остваривши пенал у другом полувремену који је реализовао Богдан Станцу у коначном поразу од 2-1; његов други пенал; наступ је био против Албаније (90 минута), пораз од 0–1 довео је до елиминације у групној фази.
Дана 4. септембра 2016, Станчу је асистирао Адријану Попи када је Румунија постигла свој први гол у квалификацијама за Светско првенство у фудбалу 2018, у ремију 1-1 код куће против Црне Горе, где је такође промашио једанаестерац. Одиграо је девет наступа и једном постигао гол, пошто је Румунија завршила на четвртом месту у групној фази.
У јуну 2021, Станчу је био један од двојице румунских играча који су одбили да клече пред пријатељску утакмицу на гостовању Енглеској. Рекао је да протестује против десет мечева забране дате његовом саиграчу из Прага Онџеју Кудели, који је наводно на расној основи вређао Глена Камару из Ренџерса, Станчу је веровао да докази нису довољни.
У 2023. години, Станчу је био капитен своје нације у свих десет мечева квалификација за Европско првенство 2024, постигавши три гола док је Румунија освојила своју групу без пораза. Дана 7. јуна 2024. именован је у тим од 26 играча за УЕФА Еуро 2024. Дана 17. јуна, добио је награду за најбољег играча, у којој је постигао први гол у победи над Украјином резултатом 3:0 у првом мечу, доприносећи првој победи своје земље у такмичењу у последње 24 године. Поред тога, постао је први играч који је постигао гол на европском турниру док је играо за клуб из Саудијске Арабије, и други играч из неевропског клуба после Владимира Вајса.